# الحساب الأخير (ميكيلانجيلو)

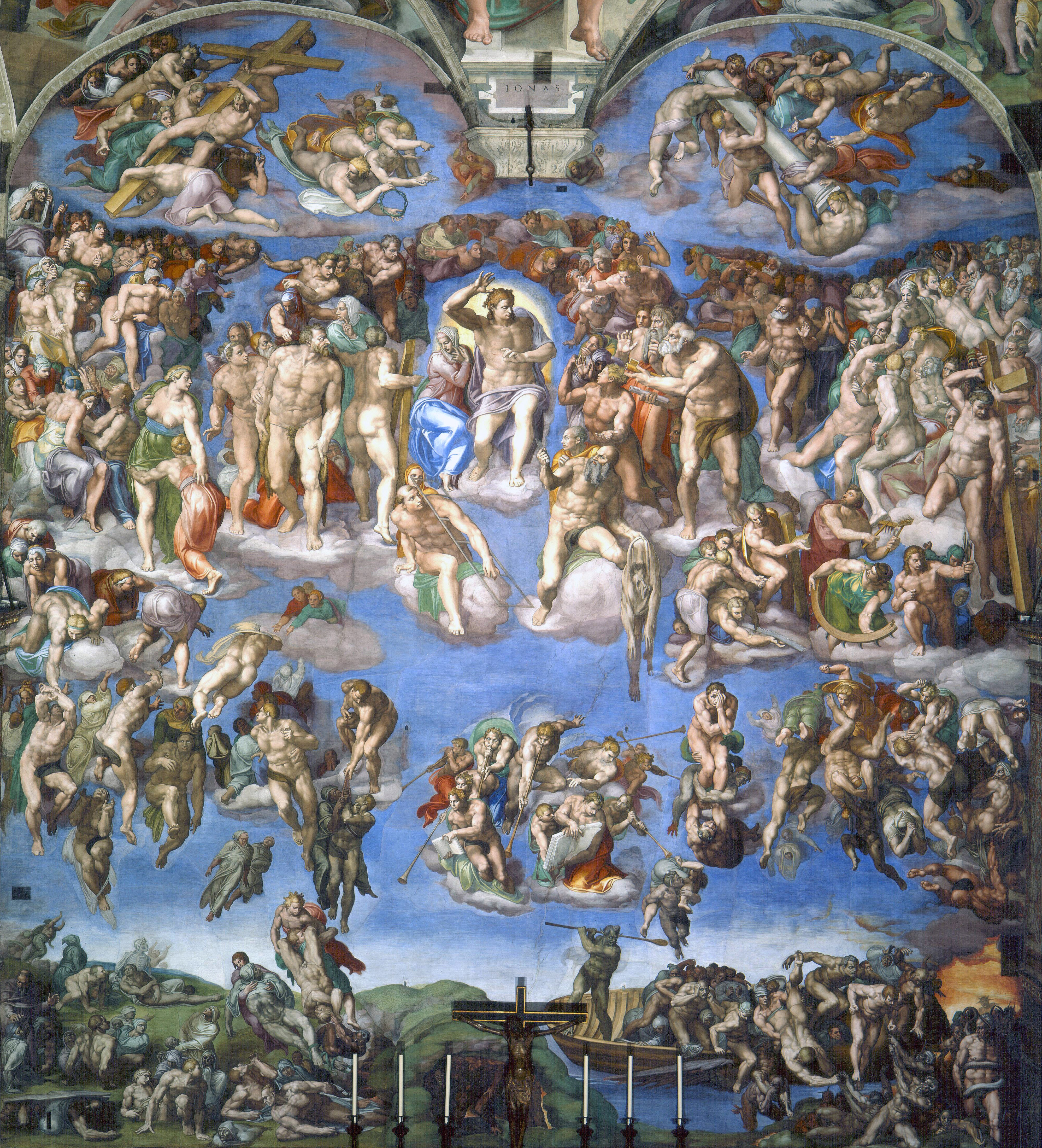
صورة الحساب الأخير على حائط مذبح كنيسة سيستين بالفاتيكان.

يوم الحساب (في الإيطالية: Giudizio Universale)  هي لوحة جصية جدارية  لمصور إيطاليا عصر النهضة مايكل آنجلو تغطي كامل جدار هيكل كنيسة سيستينا في مدينة الفاتيكان. وهي تمثيل للمجئ الثاني المسيح وحساب الله الأخير والسرمدي للبشرية جمعاء. ترتفع أرواح البشر وتنحدر إلى مصائرهم، بعد أن يحكم عليهم المسيح المحاط بالقديسين البارزين. هناك أكثر من 300 جسد إجمالًا، أُظهروا جميعًا تقريبًا الرجال والملائكة عراةً في الأصل؛ في وقت لاحق تمت تغطية العديد منهم جزئيًا بكشكشاتٍ مصورة، لايزال بعضها باقيًا بعد التنظيف والترميم الحديث. 
استغرق العمل أكثر من أربعة أعوام ليكمل بين 1536-1541(بدأ تحضير حائط الهيكل عام 1535). بدأ مايكل آنجلو العمل عليه بعد انتهائه من سقف السيستين بـ 25 عامًا، وكان عمره نحو 67 عامًا عند انتهائه. قَبِل مايكل آنجلو التكليف في الأصل من البابا كليمنت السابع، ولكنه انهاه في عهد البابا بول الثالث، والذي ربما أثرت وجهات نظره الإصلاحية على المعالجة النهائية.
في الجزء السفلي من الجدارية (اللوحة الجصية الجدارية)، اتبع مايكل آنجلو التقليد في إظهار الناجين (المخلصين) المتصاعدين على اليسار والملعونين المنحدرين إلى اليمين. في الجزء العلوي، يجتمع سكان الجنة مع الناجين الجدد. تعتبر الجدارية أقل ثراءًا لونيًا من جداريات السقف ويهيمن عليها تدرجات ألوان الجلد البشري والسماء. ومع ذلك، كشف تنظيف وترميم الجدارية نطاقًا لونيًا أوسع مما كان ظاهرًا في السابق. تتناثر الألوان برتقالي، وأخضر، وأصفر، وأزرق عبر اللوحة محركةً وموحدةً المشهد المُركَب.
كان استقبال اللوحة متضاربًا منذ البداية، مع الكثير من الثناء ولكن الكثير أيضًا من النقد للجانبين الفني والديني. كان كلًا من كم العري وأسلوب رسم عضلات الأجساد إحدي مجالات الخلاف، والتكوين ككل مجال آخر.

## الوصف
بينما تقارن التكوينات التقليدية عامة بين عالم سماوي منظم ومتناغم في الأعلى والأحداث المضطربة التي تدور في المنطقة الأرضية في الأسفل. يعطي تصوير مايكل آنجلو في ترتيب وتموضع الأشخاص عبر كامل الصورة انطباعًا بالاضطراب والحماس، وحتى في الأجزاء العلوية هناك« اضطراب عميق، وتوتر، وهياج» في الأجساد. تفسر ج. فريدبرج ردود فعلهم المعقدة «هؤلاء الحائزون على قوىً كبيرة مُثلوا هنا معدومي القوى، ملزمين بجمع الأرواح القلقة» حيث انتهى دورهم كشفعاء مع الإله، وربما يندمون على بعض الأحكام. هناك انطباع بأن كل مجموعات الأجساد تدور حول جسد السيد المسيح في حركة دوارة ضخمة.»
يقع المسيح في قلب العمل، يظهر بينما تُنطَق الأحكام الفردية ليوم الحساب؛ ينظر إلى الملعونين بالأسفل. وهو بلا لحية، و«مُكوَنٌ على طريقة التصاوير القديمة لهرقل، أبوللو، والإله جوبيتر (زيوس البارق)»، ربما، على وجه الخصوص، تمثال أبوللو بولفيدير الذي أحضره إلى الفاتيكان البابا يوليوس الثاني. مع ذلك، هناك مقابلات بين وقفته هنا واخريات في تصاوير أخرى ليوم الحساب، خاصة الذي في مقبرة بيزا، والتي قد يكون مايكل آنجلو يعرفها؛ اليد المرفوعة هنا هي جزء من وقفة أوستينتاتيو فيلنيروم ostentatio vulnerum («عرض الجراح»)، إذ يكشف المسيح المُنبعِث عن جروح صَلبه، والتي يمكن رؤيتها على جسد الشخصية التي صورها مايكل آنجلو.
إلى يسار المسيح والدته، مريم العذراء، التي تدير رأسها تنظر إلى الناجين، رغم ان وضعيتها توحي بالاستكانة. يبدو أن الوقت قد نفد لتقوم بدورها التقليدي في التشفع للأرواح؛ ومع يوحنا المعمدان تمثل هي موضوعًا دارجًا في التكوينات السابقة. تظهرها الرسوم التحضيرية واقفة تتجه إلى المسيح وذراعاها ممدوتا، في وضع تشفع أكثر تقليدية.
تحيط بالمسيح أعدادٌ كبيرةٌ من الأجساد، القديسين والأرواح الناجية الأخرى. وبنسبةٍ مشابةٍ لحجم المسيح رسم يوحنا المعمداني على اليسار، وعلى اليمين القديس بطرس، يحمل مفاتيح الجنة وربما يعيدها إلى المسيح، حيث لم تعد هناك حاجة إليها. يبدو العديد من القديسين يعرضون على المسيح سماتهم، دليل استشهادهم. فُسِرَ هذا عادة بأنه دعوة من القديسين للعن هؤلاء الذين لم يخدموا قضية (دعوى) المسيح، ولكن تفسيرات أخرى أصبحت متداولة أكثر، تتضمن أن القديسين أنفسهم ليسوا متأكدين من أحكامهم الخاصة، ويحاولون في اللحظة الأخيرة تذكير المسيح بمعاناتهم.
يُمَثَّل قديسون بارزون آخرون بينهم القديس بارثولوميو إلى الأسفل من القديس بطرس، حاملًا سمة شهادته، جلده الخاص. يُعرَف الوجه على الجلد بأنه صورة ذاتية لمايكل آنجلو . من الصعب التعرف علي العديد من القديسين الآخرين، حتى القديسون الأكبر حجمًا. يقول أسكانيو كونديفي، مؤرخ سيرة مايكل آنجلو الرسمية، أن جميع الحواريين الإثنى عشرة يظهرون حول المسيح، لكنه لا يحاول تسميتهم(نداءهم)  وربما كان قد أمضى وقتًا عصيبا في القيام بذلك".
تعكس حركة الأرواح النمط التقليدي. يتصاعدون من قبورهم في يسار القاع، ويستمر بعضهم بالصعود إلى أعلى، يساعدهم في حالات عديدة ملائكة في الهواء(معظمهم بدون اجنحة) أو آخرون على السحب، يسحبونهم لأعلى. يعبر الآخرون، الملوعونون، كما يظهر إلى اليمين، برغم انه لا يظهر أحدهم يقوم بذلك؛ هناك منطقة في وسط الجزء السفلي خالية من الأرواح. قارب بمجداف يقوده شارون العدواني، من يوصل الأرواح إلى العالم السفلي كما في الأساطير الكلاسيكية (ودانتي)، يحضر الأرواح إلى أرض بجانب بوابة الجحيم؛ تهديده إياهم بمجدافه هو استعارة مباشرة من دانتي. الشيطان، ممثل الشر التقليدي في المسيحية ليس ممثلًا، لكن شخصية أسطورية أخرى، مينوس، يشرف على دخول الملعونين إلى الجحيم؛ هذا كان دوره في جحيم دانتي. من المتفق عليه انه أخذ ملامح بياغيو دي كيزينا، منتقدٌ لمايكل آنجلو في البلاط البابوي.
في الوسط فوق شارون هناك مجموعة من الملائكة على السحاب، سبعة ينفخون أبواقًا (كما في سفر الرؤيا)، آخرون يحملون كتبًا مسجل بها أسماء الناجين والملعونين. إلى يمينهم جسد أكبر حجمًا لروح أدركت لتوها أنها من الملعونين، ويبدو مشلولا بالهلع. واثنين من الشياطين يسحبانه لأسفل. إلى يمين هذه الشياطين التي تسحب الأرواح لأسفل؛ بعض الأرواح تدفعها لأسفل الملائكة أعلاهم.  

## اختيار الموضوع
كان يوم الحساب موضوعًا تقليديًا لجداريات الكنائس الجصية كبيرة الحجم، ولكن كان من غير التقليدي وضعه في الجهة الشرقية، على الهيكل. كان الموضع التقليدي لها الجهة الغربية، على الأبواب الرئيسية في الجزء الخلفي للكنيسة، حتى تاخذ جماعة المصلين هذا التذكير معهم وهم يغادرون. كان يرسم إما على الجهة الداخلية، كتلك اللي رسمها غيوتو في كنيسة آرينا على سبيل المثال، أو ينحت لها نموذجًا على السطح الخارجي. مع ذلك، كان عددٌ من اللوحات المصورة في القرون الوسطى المتأخرة، معظمها رسومٌ للهيكل، معتمدة على نفس التكوينات، برغم تحويرها لتناسب الوضع الأفقي لمساحة الصور. يتضمن هذا نقش روغر فان دير فايدن على مذبح كنيسة بيون. والذين نقشهم فنانون مثل فرا آنجيلكو، وهانز ميملنج، وهيرونيموس بوش. عكس تكوين مايكل آنجلو العديد من نواحي التقليد الراسخ في التصوير الغربي، لكن مع أسلوب أصيل وجديد.
احتوت معظم الطرز التقليدية على شخص المسيح مقدسًا بنفس الطريقة التي وضعه بها مايكل آنجلو، بل وأكبر في الحجم، مع تناقض في النسبة مع الأجساد الأخرى. كما هو الحال هنا، احتوت التكوينات على عدد كبير من الأجساد، مقسمين بين ملائكة وقديسين حول المسيح في الأعلى، والأرواح التي تُحاسب أسفلهم. عادة ما يكون هناك تباين قوي بين صفوف الأجساد المرتبة في الجزء العلوي، والنشاط الفوضوي المحموم في الأسفل، خاصة في الجزء الأيمن الذي يقود إلى الجحيم. يبدأ تدفق الأرواح من الأسفل (المشاهد) جهة اليسار، كما الحال هنا عندما تقوم الأرواح المنبعثة من قبورها وتتحرك باتجاه الحساب. بعض منها ينجح في الحساب ويكمل طريقه صعودًا أو يذهب جهة اليسار، ليقابل الصحبة في الجنة، بينما يعبر الآخرون إلى جهة اليمين ومن هناك لأسفل إلى الجحيم في أسفل الزاوية اليمنى (تجد التكوينات صعوبة في تضمين المطهر بصريا). تصور الأرواح الملعونة عارية، كعلامة على إذلالهم بينما تحملهم الشياطين، وفي بعض الوقت الأرواح المنبعثة أيضًا تصور هكذا، لكن الملائكة وهؤلاء الذين في الجنة مرتدين ملابسهم بالكامل، ملابسهم دليل رئيسي على هوية الجماعات والأفراد. 

## صور بعض التفاصيل

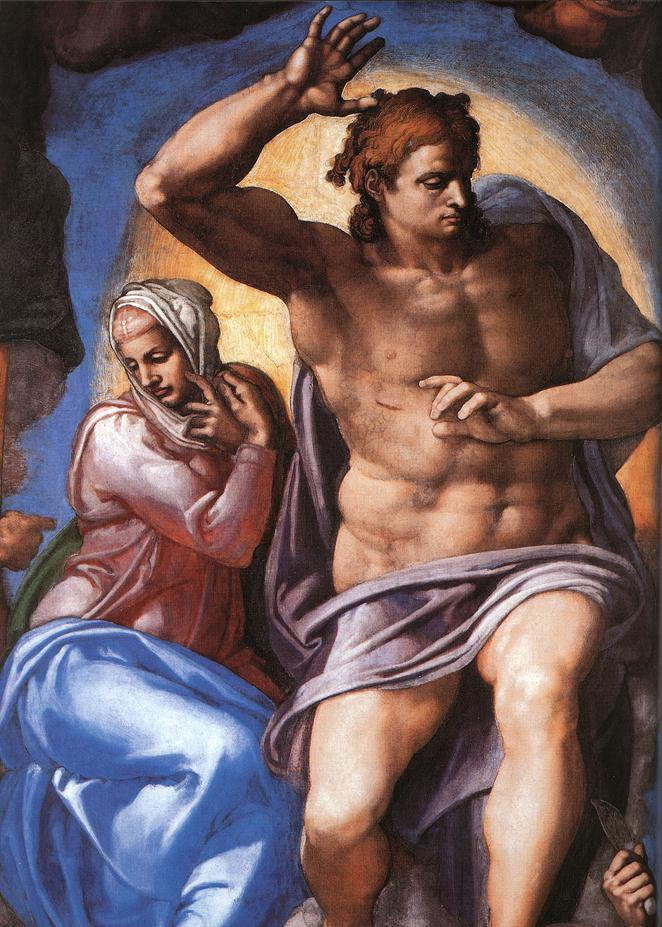
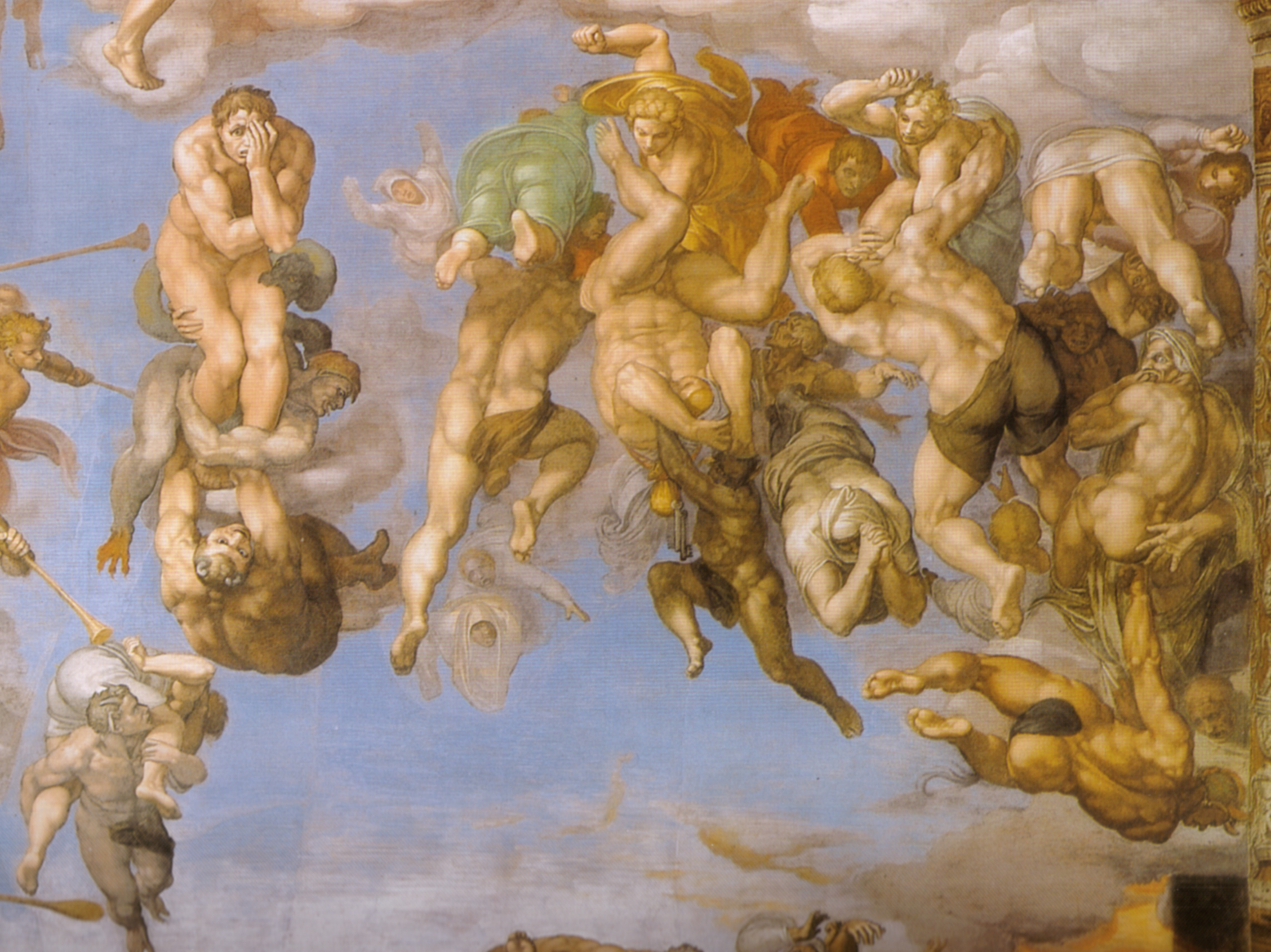
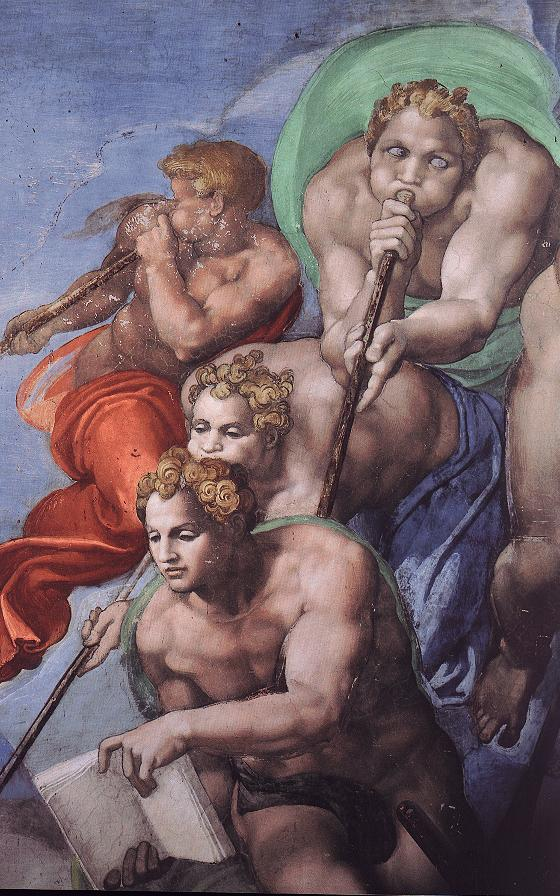
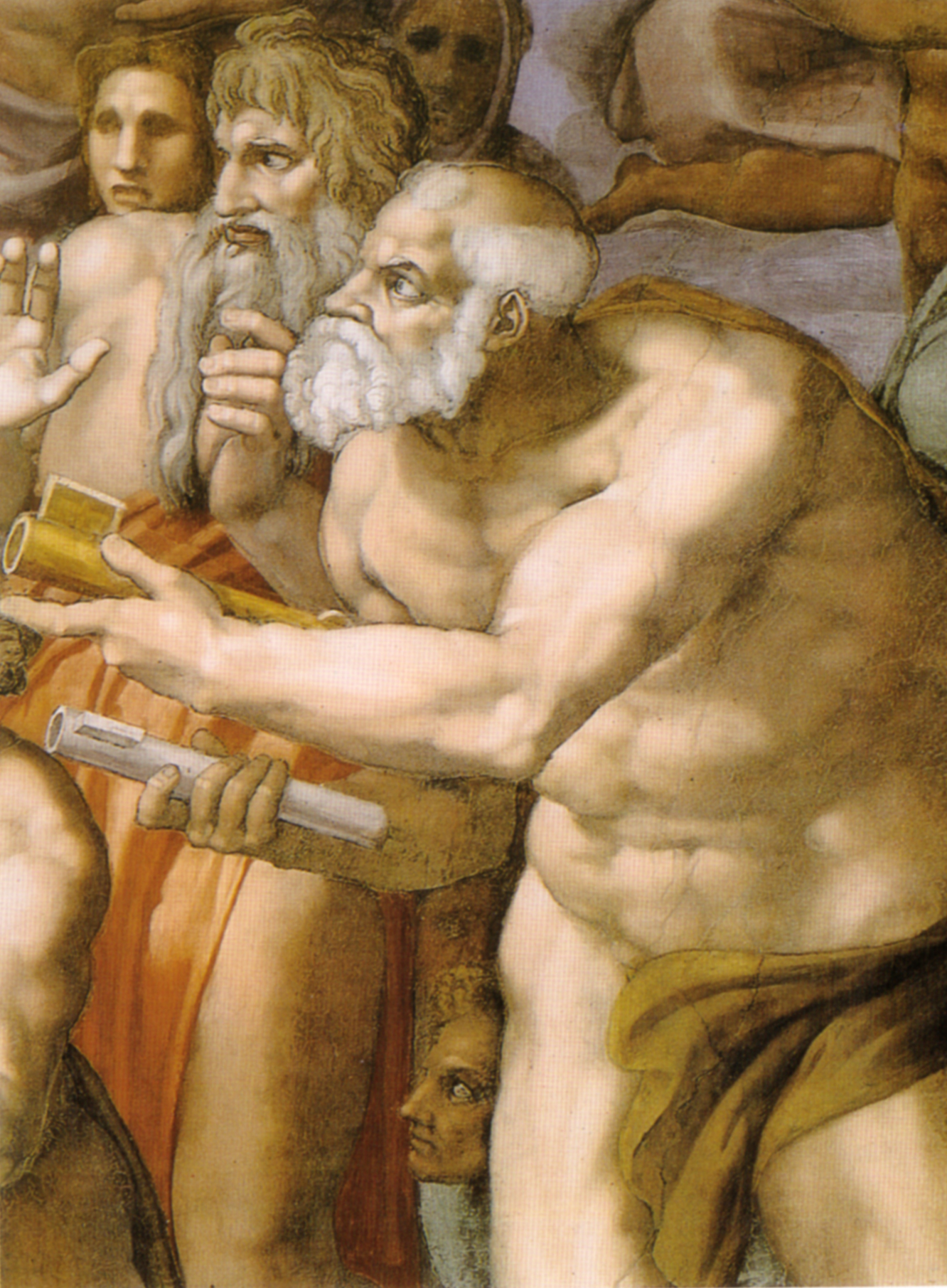
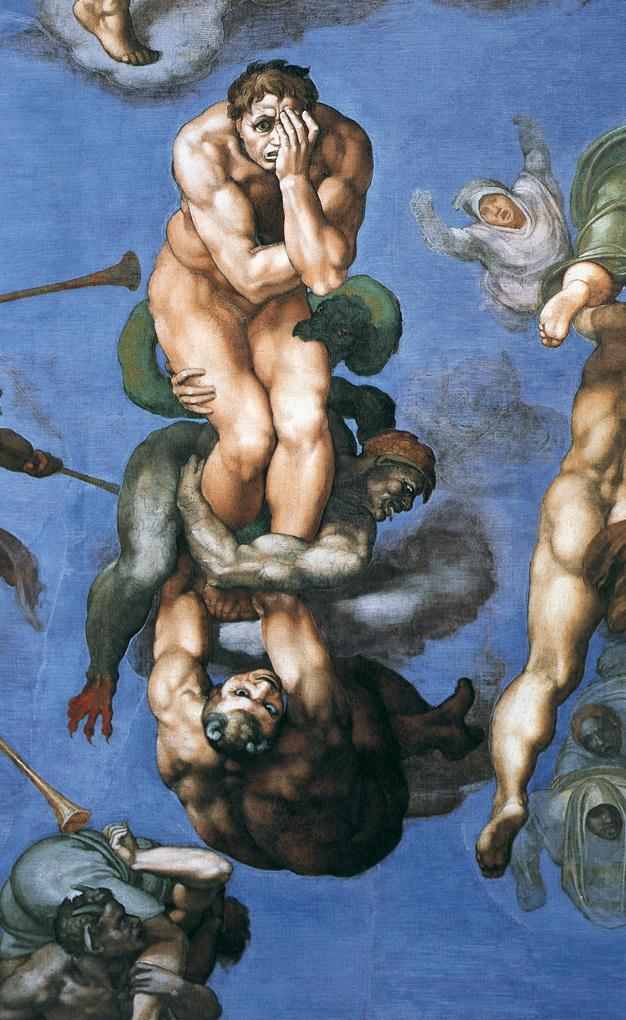
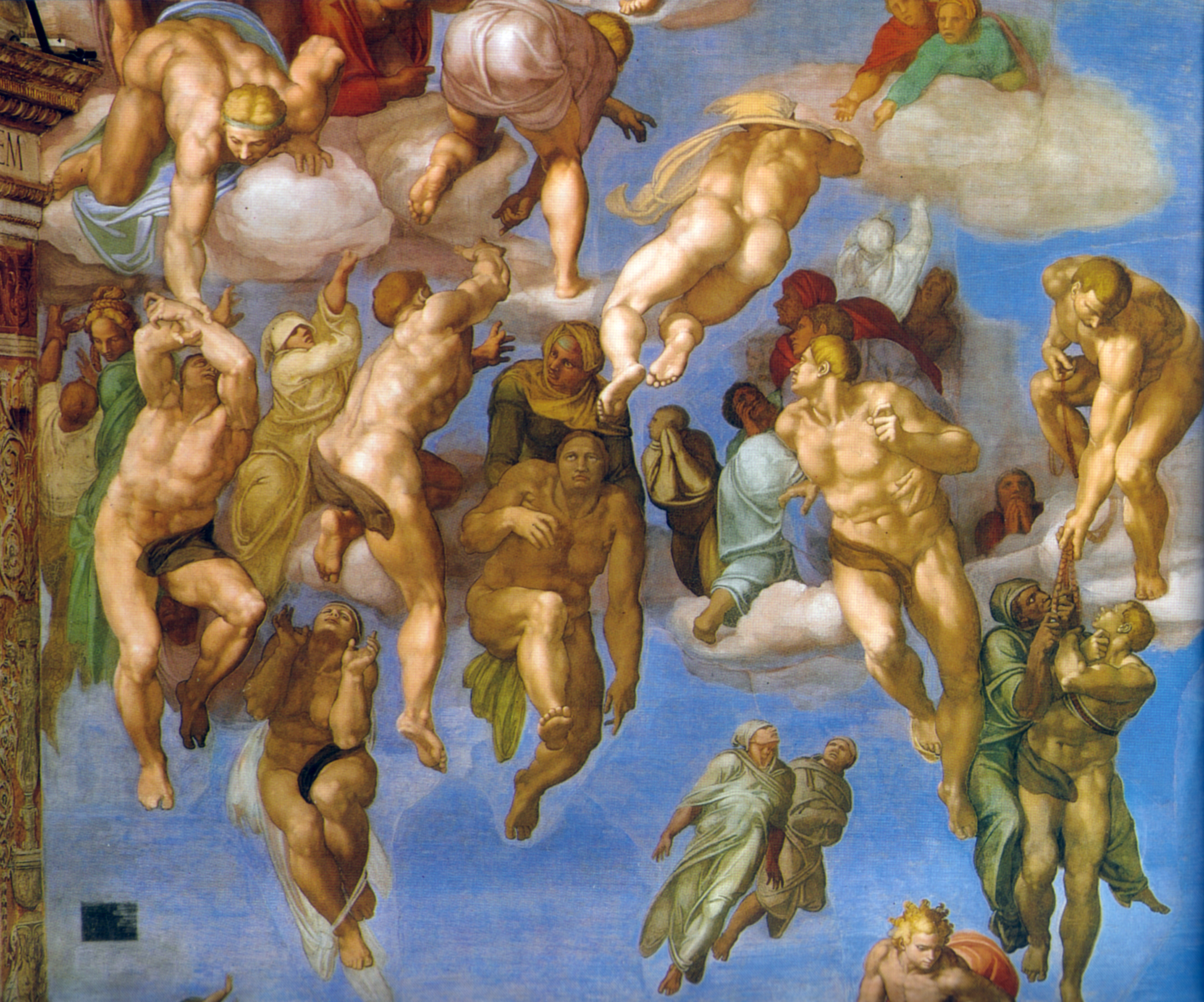
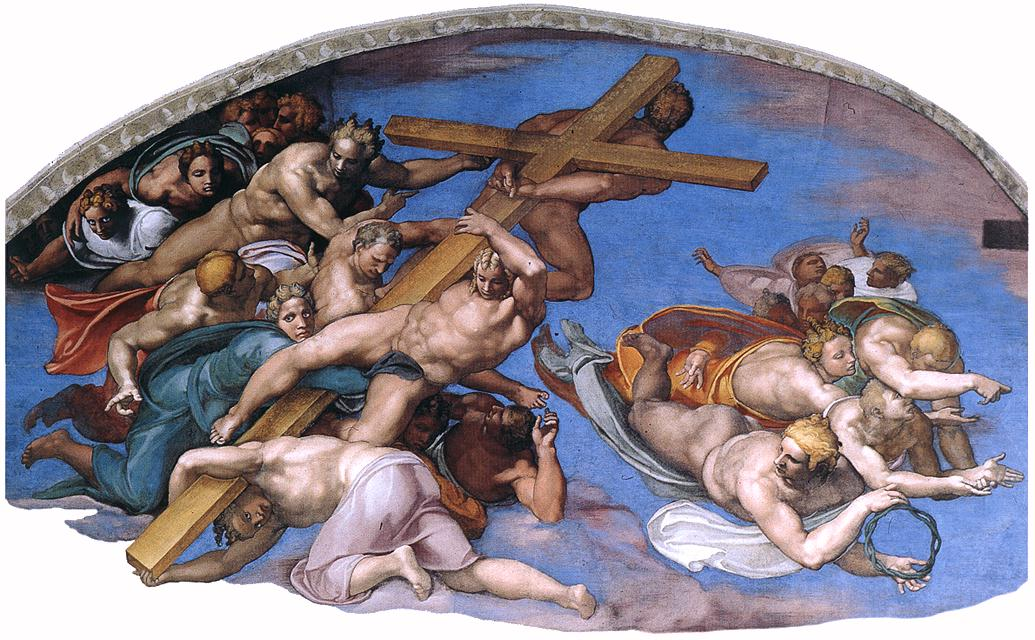
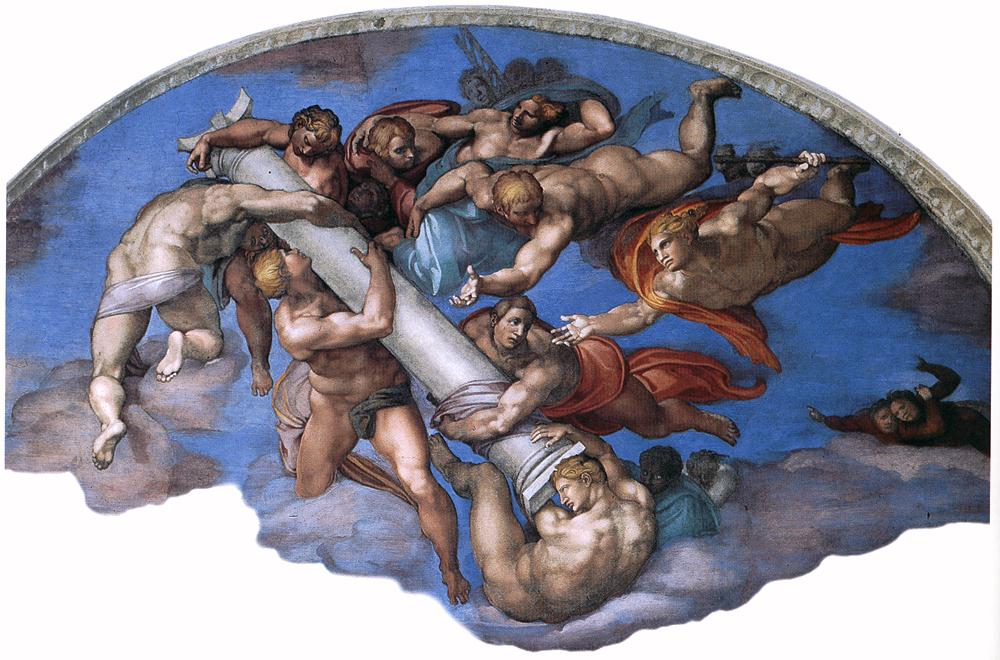
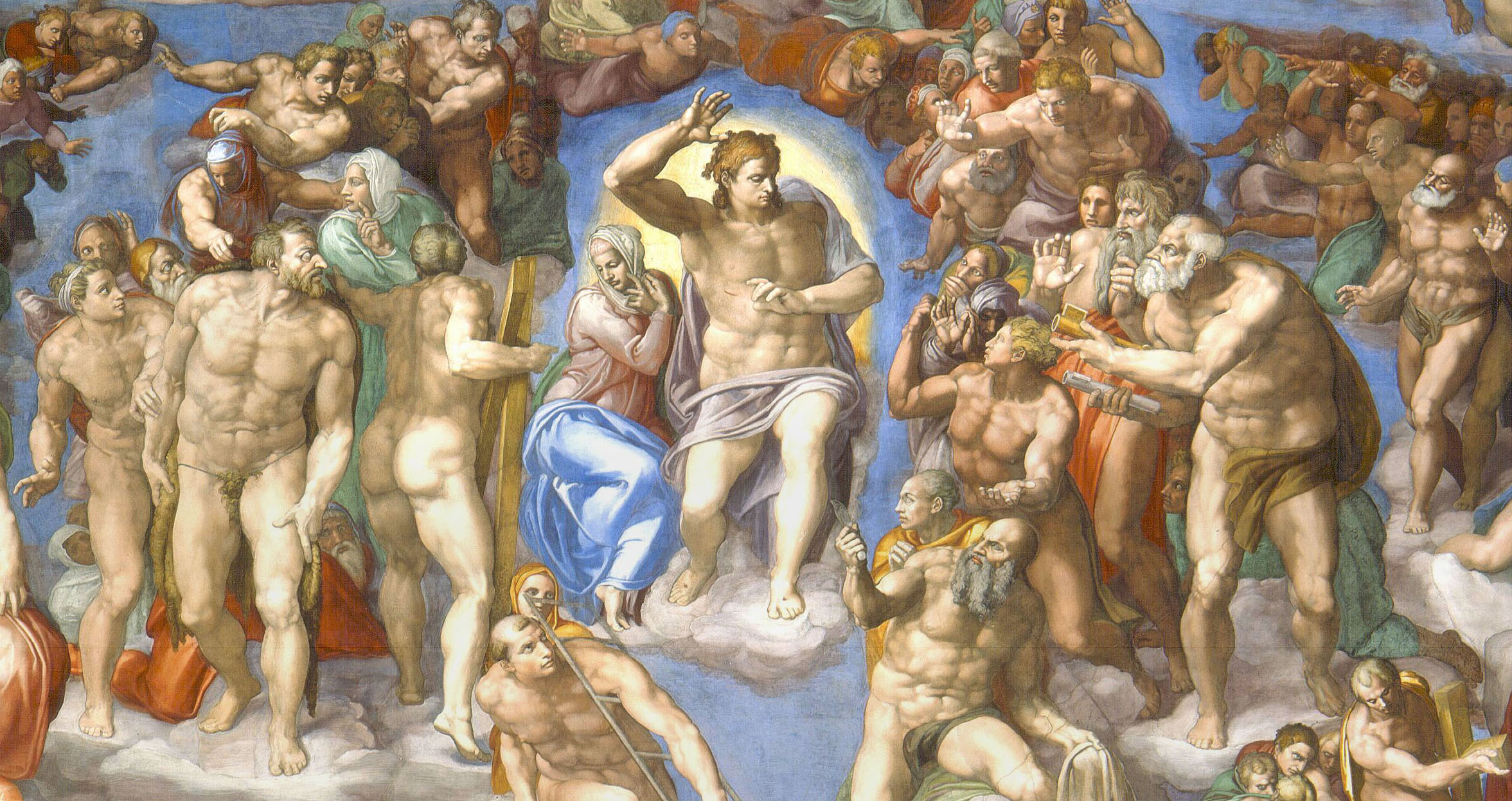

## وصلات خارجية
- Michelangelo's Last Judgement
- [Rome+%3A+la+chapelle+Sixtine+%28Vatican%29-%3ELes+fresques+de+Michel+Ange Rome : la chapelle Sixtine (Vatican) - Les fresques de Michel-Ange
- Michel-Ange à Rome : fresques de la Sixtine